# غوردون جونستون (لاعب البولو)
غوردون جونستون (بالإنجليزية: Gordon Johnston)‏ هو لاعب البولو أمريكي، ولد في 25 مايو 1874 في برمنغهام في الولايات المتحدة، وتوفي في 8 مارس 1934 في Fort Sam Houston ‏ في الولايات المتحدة.